# The Lawrence Arms
The Lawrence Arms, parfois surnommés The Larry Arms, est un groupe de punk rock américain, originaire de Chicago, dans l'Illinois. Formé en 1999 par Brendan Kelly, Chris McCaughan et Neil Hennessy, le nom du groupe est à l'origine celui d'un complexe immobilier situé dans un quartier défavorisé de Chicago où ils ont habité un temps. La notice biographique sur fatwreck.com précise qu'ils en ont été expulsés au milieu de la nuit.

## Biographie

### Débuts
Tous les membres du groupe faisaient déjà partie de la scène punk rock de Chicago et jouaient dans d'autres groupes, notamment Slapstick (dont la descendance dénombre, outre les Larry Arms, Alkaline Trio et Tuesday), puis The Broadways, avant de fonder les Lawrence Arms. Brendan et Neil continuent d'ailleurs de participer ensemble à un projet parallèle, The Falcon, en compagnie de Dan Adriano d'Alkaline Trio et de Todd Mohney, ex-guitariste de Rise Against. The Falcon sort un EP intitulé God Don't Make No Trash -Or- Up Your Ass With Broken Glass et la sortie d'un album intitulé Unicornography a eu lieu le 12 septembre 2006. Neil a également coécrit avec Tim McIlrath (chanteur et guitariste de Rise Against) la chanson Swing Life Away, ballade acoustique qui a ouvert les portes du succès à Rise Against. Quant à Chris, son projet solo acoustique prend forme petit à petit : après avoir mis en ligne régulièrement de nouvelles chansons à télécharger gratuitement sur sa page Myspace, il baptise officiellement son projet solo Sundowner. Trois albums sont parus depuis, dont le premier album, intitulé Four One Five Two est paru le 13 mars 2007 chez Red Scare.
The Lawrence Arms commencent leur carrière sur Asian Man Records, le label californien de Mike Park, chez qui ils sortent deux albums et quelques de splits. Dans une interview pour Mammoth Press, Brendan fait savoir, qu'à ses yeux, la naissance des The Lawrence Arms ne datait vraiment que du split avec Shady View Terrace, enregistré en en 2000 et qui marquait aussi le début de leur collaboration avec Matt Allison, qui se charge désormais d'enregistrer, de mixer et de coproduire tous leurs albums. Les deux premiers albums du groupe avaient été enregistrés alors même qu'ils n'avaient pas plus d'une poignée de concerts à leur actif, pas même une dizaine, explique Brendan.

### Période Fat Wreck
Fin 2001, ils signent avec Fat Wreck Chords qui sort leur nouvel album Apathy and Exhaustion. En soutien à l'album, ils effectuent une tournée en février 2002. Dès l'année suivante, en 2003, ils sortent un nouvel album, intitulé The Greatest Story Ever Told. Ce dernier se présente comme un tout organique ayant pour thème central le monde du cirque et mêlé de nombreuses références au roman de Mikhaïl Boulgakov, Le Maître et Marguerite, dont la construction (l'opposition entre Jérusalem et Moscou) est aussi un point de départ pour les thèmes des chansons.
En juin 2005, Asian Man sort une compilation de faces B intitulée Cocktails and Dreams dont Brendan raconte ainsi la genèse du titre : « c'était l'une des fois où on était assis à un bar où on pouvait commander des cocktails et des rêves [...] et bien, il [Chris] est accro à la marijuana et moi au cocktail et il y avait un temps où ces deux trucs étaient différents. » Elle fait patienter les fans avant leur cinquième album, Oh! Calcutta!, sorti le 7 mars 2006 sur Fat Wreck. Le 9 février 2006, une chanson du nouvel album était mise en écoute chaque jour sur leur page MySpace.
Oh! Calcutta! est l'un des albums punk les plus attendus de 2006. Cet album, le plus rapide de leur discographie, a surpris avec un son se rapprochant un peu de celui de The Falcon. Contrairement aux deux albums précédents, il n'y a plus de « chansons de Chris » ni de « chansons de Brendan » : Chris et Brendan ne se partagent plus équitablement les tâches vocales sur les chansons, chantant parfois en chœur, ce qui renforce la puissance d'hymnes qu'ont certaines chansons, parfois avec Chris en écho de Brendan. Ceci marque un retour à leurs premiers albums, plus bruts et chaotiques qu'Apathy and Exhaustion et The Greatest Story Ever Told : certains fans y ont vu une réponse aux accusations portées à l'encontre du groupe après la sortie de The Greatest Story Ever Told, d'emprunter une pente perçue comme plus accessible, le terme « commercial » ne collant tout de même pas bien aux Lawrence Arms, ainsi qu'a répondu Brenda lorsqu'on lui a posé la question de l'éventualité d'une signature sur une major. Oh! Calcutta! serait à sa manière un manifeste contre le selling-out. Le titre de cet album est copié de celui de la comédie musicale érotique du même nom datant des années 1970, qui était originellement un jeu de mots sur l'expression française : « Oh, quel cul t'as! », inventé par le peintre Clovis Trouille (1889-1975) pour intituler opportunément une de ses œuvres présentant une femme nue, vue de dos.

### Dernières activités
Après une longue période d'inactivité en 2008 et 2009, pendant laquelle ils n'ont donné que peu de concerts et où Chris se sera plus occupé de son projet solo, — Sundowner —, The Lawrence Arms sortent un EP de quatre chansons en microsillon et format digital uniquement, toujours chez Fatwreck Chords, intitulé Buttsweat And Tears, le 27 octobre 2009,,.
En janvier 2014, six ans après leur dernier album, The Lawrence Arms sort un nouvel album intitulé Metropole, chez Epitaph. D'après Brendan Kelly, dans une interview donnée à punknews.org à l'occasion de la sortie de l'album : « l'album offre un regard conceptuel sur un étranger dans un territoire étrange. La solitude de l'environnement urbain. Comment exister dans une vaste mer de gens. Cela peut être tellement isolant. Ce qui vient immédiatement à l'esprit, c'est L'Enfant du pays (de Richard Wright), ou Crime et Châtiment, ou même Good Kid, M.A.A.D City de Kendrick Lamar. Ces sortes d'êtres humains isolés qui font partie de leur environnement urbain et sont déconnectés. Étranger dans un territoire étrange, nageant dans une mer de gens. »

## Style musical
Les voix des deux chanteurs ont des timbres relativement différents : celle de Chris est plus douce et chaude, et celle de Brendan plus âpre, plus aiguë et agressive. Brendan chante aussi généralement beaucoup plus vite que Chris. The Lawrence Arms jouent un mélange de punk rock nerveux et rauque et de pop punk du Midwest, très différent du fat sound traditionnel des années 1990, symbolique du skate punk, mais plus proche de Jawbreaker, avec des textes où se côtoient humour potache et subtiles références culturelles, dont on peut goûter un aperçu dans les notes de bas de page ajoutées au livret de The Greatest Story Ever Told ou tout simplement dans les titres des albums : outre Oh! Calcutta! expliqué ci-dessus, Ghost Stories est le titre d'un dessin animé japonais et The Greatest Story Ever Told celui d'un film de 1965 sur la vie du Christ, avec Max von Sydow, Charlton Heston et Telly Savalas.
Ils sont aujourd'hui un des groupes les plus respectés et les mieux aimés du label dirigé par Fat Mike en raison de leur authenticité, leur franchise et leur refus de la compromission. En 2002, ils avaient été évincés du Warped Tour pour l'avoir critiqué sur scène, alors qu'ils étaient en train d'y participer! Dans une interview . Les paroles de la chanson cachée de Oh! Calcutta!, intitulée Warped Summer Extravaganza Major Excellent, comportent d'ailleurs en filigrane les griefs principaux portés par The Lawrence Arms contre le Warped Tour.
The Lawrence Arms ont terminé au printemps 2006 une tournée en Europe, en première partie de No Use For A Name, portant leur total de concerts joués à plus de huit cents (celui à Paris le 28 avril 2006 ayant été le huit cent sixième). Le groupe a eu un emploi du temps chargé jusqu'au début 2007 avec plusieurs séries de concerts aux États-Unis et au Canada en compagnie d'un autre groupe phare de la scène de Chicago, Alkaline Trio, puis avec Lagwagon et A Wilhelm Scream entre autres.

## Membres
- Brendan Kelly - chant, basse
- Chris McCaughan - chant, guitare
- Neil Hennessy - batterie

## Discographie
- 1999 : A Guided Tour of Chicago
- 2000 : Ghost Stories
- 2002 : Apathy and Exhaustion
- 2006 : Oh! Calcutta!
- 2014 : Metropole
- 2020 : Skeleton Coast

## Vidéographie
- 1999 : Evening of Extraordinary Circumstances
- 2002 : Porno And Snuff Films
- 2006 : The Devil's Takin' Names
- 2014 : Seventeener (17th and 37th)